# حکایت آن مرد خوشبخت
حکایت آن مرد خوشبخت فیلمی به کارگردانی و نویسندگی رضا حیدرنژاد محصول سال ۱۳۶۹ است.

## خلاصه داستان
احمد حشمتی، آدم فقیری است که به‌طور اتفاقی مجسمه گرانبهایی را پیدا می‌کند و آن را به خانه‌اش می‌برد تا در فرصت مناسب به پول نقد نزدیکش کند، اما کوشش‌های او برای فروش مجسمه که با همکاری آدم طماعی به نام ارشد صورت می‌گیرد، بی‌نتیجه می‌ماند. رفتار مشکوک این دو نفر توجه دیگر ساکنان خانه را جلب می‌کند و یکی پس از دیگری از وجود مجسمه باخبر می‌شوند و همین مسئله باعث برخوردهای مختلفی بین اهالی خانه می‌شود.
به تدریج کشمکش‌ها شدت می‌گیرد و بین دو تن از آدم‌های ماجرا زدوخورد به وجود می‌آید و به این ترتیب پای پلیس هم به این ماجرا باز می‌شود. سرانجام مجسمه طلایی به موزه سپرده می‌شود و قضیه فیصله می‌یابد.

## بازیگران
- محمود جعفری
- فتحعلی اویسی
- پرویز پرستویی
- کتایون ریاحی
- تانیا جوهری
- علی کسمایی
- نیکو خردمند
- منصور والامقام
- عزت‌الله جامعی ندوشن
- روح اله مفیدی
- علی توکل نیا
- امیر نیکیار
- پرویز شاهین خو
- پرستو رجبی
- محمدرضا جامعی
- اصغر براتی
- پریسا رجبی